# Hayom Yom

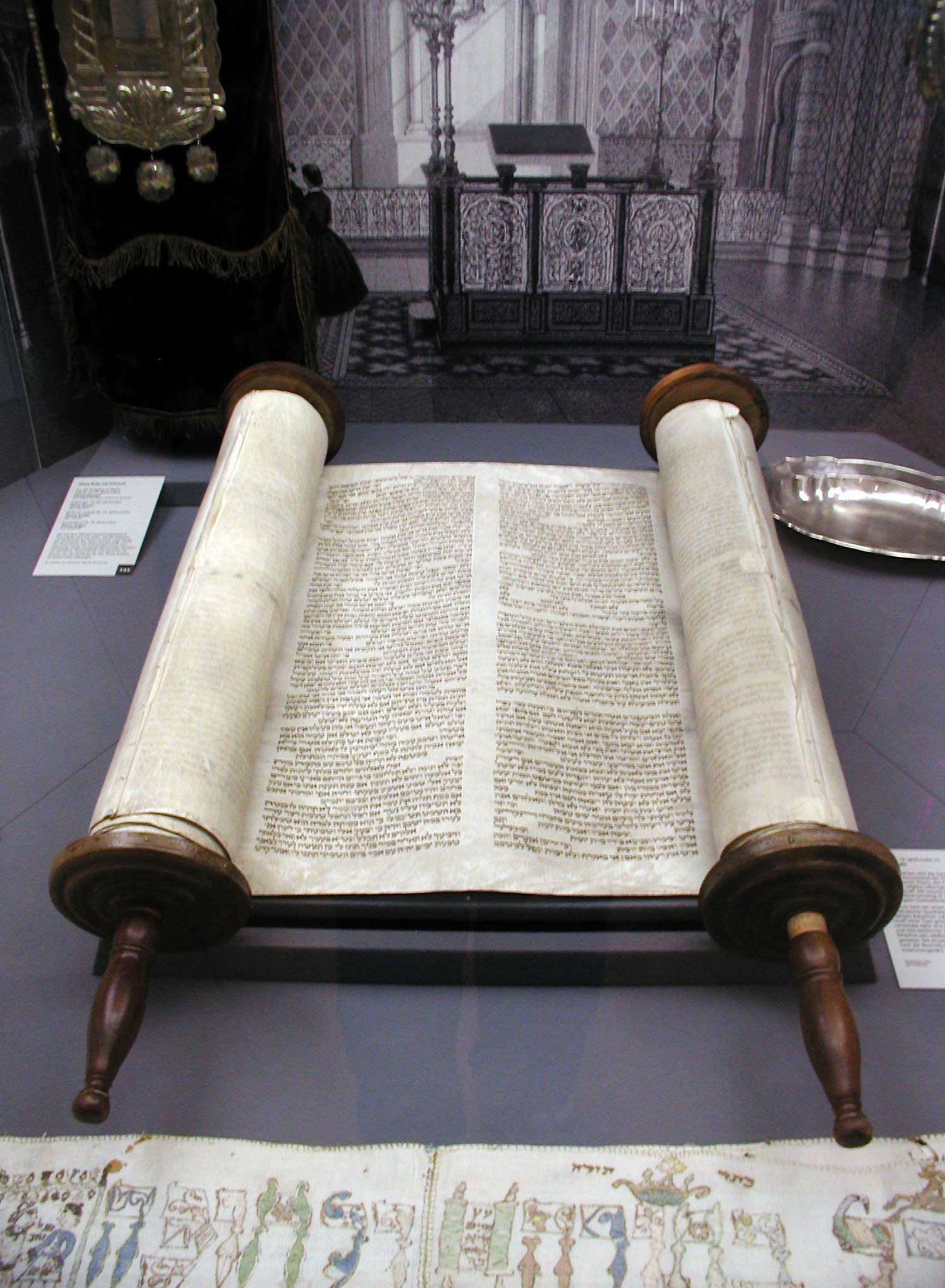
La Torah di Colonia.

Hayom Yom (ebraico: היום יום, "Oggi è il giorno...") è il calendario dell'anno ebraico  5703 (1942-1943), compilato da Rabbi Menachem Mendel Schneerson per ordine di suo suocero, Rabbi Yosef Yitzchok Schneersohn, nell'inverno del 1942.

## Caratteristiche
Il calendario prescrive sezioni quotidiane di Chumash, dei Tehillim e del Tanya da studiarsi quel giorno; tale pratica nel movimento Chabad-Lubavitch è detta Chitas (חת"ת).  Ogni porzione giornaliera di Chumash viene studiata insieme al commentario di Rashi corrispondente.
La voce di ogni giorno cita anche eventi storici successi in passato o usanze Lubavitch associate a quel dato giorno o un breve pensiero spirituale di solito estratto dalle opere del 6º Rebbe, Yosef Yitzchok Schneersohn. Nel descrivere tale calendario Rabbi Yosef Yitzchok scrisse: "Un libro che è di piccolo formato... ma pieno di perle e diamanti di prima qualità... Uno splendido palazzo chassidico."
Il calendario non fu mai ripubblicato per gli anni successivi ma è stato ristampato molte volte ed è tuttora studiato. In molte sinagoghe Lubavitch la voce giornaliera viene letta ad alta voce dopo la funzione mattutina.

## Nome
Il nome del calendario è preso dalle parole usate per iniziare la recitazione del salmo quotidiano durante la preghiera mattutina ebraica, che dice: "Oggi è il ... giorno della settimana..."